# Jevgenij Dulejev
Jevgenij Vasilevitj Dulejev (ryska: Евгений Васильевич Дулеев), född den 5 april 1956 i Moskva, är en sovjetisk roddare.
Han tog OS-silver i scullerfyra i samband med de olympiska roddtävlingarna 1976 i Montréal.